# Distretto elettorale di Otjinene
Il distretto elettorale di Otjinene è un distretto elettorale della Namibia situato nella Regione di Omaheke con 7.306 abitanti al censimento del 2011. Il capoluogo è la città di Otjinene.